# West Indies Cricket Team in den Niederlanden in der Saison 2022
Die Tour des West Indies Cricket Teams in die Niederlande in der Saison 2022 fand vom 31. Mai bis zum 4. Juni 2022 statt. Die internationale Cricket-Tour war Bestandteil der Internationalen Cricket-Saison 2022 und umfasste drei ODIs. Die ODIs waren Bestandteil der ICC Cricket World Cup Super League 2020–2023. Die West Indies gewannen die Serie mit 3–0.

## Vorgeschichte
Für beide Mannschaften war es die erste Tour der Saison und das erste Aufeinandertreffen der beiden Mannschaften bei einer offiziellen bilateralen Tour.

## Stadion
Das folgende Stadion wurden für die Tour als Austragungsort vorgesehen.
| Stadion            | Stadt      | Kapazität | Spiele      |
| ------------------ | ---------- | --------- | ----------- |
| VRA Cricket Ground | Amstelveen | 4.500     | 1. – 3. ODI |

## Kaderlisten
Die West Indies benannten ihren Kader am 9. Mai 2022. Die Niederlande benannten ihren Kader am 25. Mai 2022.
| ODI | ODI |
| Niederlande | West Indies |
| --- | --- |
| - Pieter Seelaar (K) - Musa Ahmad - Shariz Ahmad - Logan van Beek - Philippe Boissevain - Aryan Dutt - Scott Edwards (wk) - Clayton Floyd - Vivian Kingma - Fred Klaassen - Ryan Klein - Bas de Leede - Teja Nidamanuru - Max O’Dowd - Vikramjit Singh - Antonius Staal | - Nicholas Pooran (K) - Shai Hope (VK) - Nkrumah Bonner - Shamarh Brooks - Keacy Carty - Akeal Hosein - Alzarri Joseph - Brandon King - Shermon Lewis - Kyle Mayers - Anderson Phillip - Rovman Powell - Jayden Seales - Romario Shepherd - Hayden Walsh Jr. |

## One-Day Internationals

### Erstes ODI in Amstelveen
| 31. Mai Scorecard | Amstelveen | Niederlande 240-7 (45)            | – | West Indies 249-3 (43.1) |
|                   |            | West Indies gewinnt mit 7 Wickets |   |                          |

Die West Indies gewannen den Münzwurf und entschieden sich als Feldmannschaft zu beginnen. Für die Niederlande begannen Vikramjit Singh und Max O’Dowd und konnten zusammen eine Partnerschaft über 63 Runs erreichen, bevor Singh nach 47 Runs sein Wicket verlor. Ihm folgte Musa Ahmad mit 13 Runs, bevor auch O’Dowd nach 39 Runs sein Wicket verlor. Bas de Leede konnte 17 Runs und Scott Edwards 13 Runs erreichen, bevor sich Teja Nidamanuru etablierte. Zwischendurch kam es zu Regenfällen, so dass die Durckwort-Lewis-Methode zur Geltung kam. An seiner Seite erzielte Kapitän Pieter Seelaar 14 Runs, bevor das Innings endete und Nidamanuru nach einem Half-Century über 58* Runs die Vorgabe auf 247 Runs setzte. Beste Bowler für die West Indies waren Akeal Hosein mit 2 Wickets für 29 Runs und Kyle Mayers mit 2 Wickets für 50 Runs. Für die West Indies konnten die Eröffnungs-Batter Shai Hope und Shamarh Brooks eine Partnerschaft über 120 Runs aufbauen. Brooks schied nach einem Fifty über 60 Runs aus und Brandon King konnte dann zusammen mit Hope die Vorgabe einholen. Dabei erreichte Hope ein Century über 119* Runs aus 130 Bällen und King ein Half-Century über 58* Runs. Als Spieler des Spiels wurde Shai Hope ausgezeichnet.

### Zweites ODI in Amstelveen
| 2. Juni Scorecard | Amstelveen | Niederlande 214 (48.3)            | – | West Indies 217-5 (45.3) |
|                   |            | West Indies gewinnt mit 5 Wickets |   |                          |

Die Niederlande gewann den Münzwurf und entschied sich als Schlagmannschaft zu beginnen. Für das Team konnten Eröffnungs-Batter Vikramjit Singh und Max O’Dowd eine Partnerschaft über 101 Runs aufbauen. Singh schied nach 46 Runs aus und wurde durch Scott Edwards ersetzt. O’Dowd verlor nach einem Fifty über 51 Runs sein Wicket und keiner seiner Nachfolger gelang es sich zu etablieren. Edwards verlor das letzte niederländische Wicket, nachdem er ein Half-Century über 68 Runs erreicht hatte. Bester Bowler für die West Indies war Akeal Hosein mit 4 Wickets für 39 Runs. Für die West Indies erreichte Eröffnungs-Batter Shai Hope 18 Runs und Nkrumah Bonner 15 Runs, bevor sich Brandon King etablierte. An seiner Seite erzielte Kyle Mayers 22 Runs, bevor er mit Keacy Carty die Vorgabe einholen konnte. King hatte bis dahin ein Fifty über 91* Runs und Carty 43* Runs erreicht. Bester niederländischer Bowler war Bas de Leede mit 2 Wickets für 46 Runs. Als Spieler des Spiels wurde Brandon King ausgezeichnet.

### Drittes ODI in Amstelveen
| 4. Juni Scorecard | Amstelveen | West Indies 308-5 (50)          | – | Niederlande 288 (49.5) |
|                   |            | West Indies gewinnt mit 20 Runs |   |                        |

Die West Indies gewannen den Münzwurf und entschieden sich als Schlagmannschaft zu beginnen. Von den west-indischen Eröffnungs-Battern erzielte Shai Hope 24 Runs, während Kyle Mayers mit dem nachfolgenden Shamarh Brooks eine Partnerschaft über 184 Runs erreichte und nach einem Century über 120 Runs aus 106 Bällen ausschied. Brooks konnte dann unter anderem mit der Hilfe von Nkrumah Bonner der 19* Runs erreichte eine Vorgabe von 309 Runs aufbauen und selbst ein Century über 101 Runs aus 115 Bällen erzielen. Für die Niederlande erzielten fünf Spieler jeweils ein Wicket. In ihrer Antwort konnten die niederländischen Eröffnungs-Batter Vikramjit Singh und Max O’Dowd eine Partnerschaft über 98 Runs aufbauen. Singh schied nach einem Fifty über 54 Runs aus und wurde durch Musa Ahmad mit 42 Runs und Bas de Leede mit 25 Runs gefolgt. O’Dowd verlor nach einem Half-Century über 89 Runs sein Wicket und in der folge konnten Scott Edwards mit 18 Runs, Logan van Beek mit 15 Runs und Kapitän Pieter Seelaar mit 16 Runs nicht genug beisteuern um die Vorgabe einzuholen. Bester Bowler für die West Indies war Shermon Lewis mit 3 Wickets für 67 Runs. Als Spieler des Spiels wurde Kyle Mayers ausgezeichnet.

## Auszeichnungen

### Player of the Series
Als Player of the Series wurden der folgende Spieler ausgezeichnet.
| Serie | Player of the Series |
| ----- | -------------------- |
| ODI   | Akeal Hosein         |

### Player of the Match
Als Player of the Match wurden die folgenden Spieler ausgezeichnet.
| Spiel  | Player of the Match |
| ------ | ------------------- |
| 1. ODI | Shai Hope           |
| 2. ODI | Brandon King        |
| 3. ODI | Kyle Mayers         |